# Temporada 2006-07 de la NBA Development League
La Temporada 2006-07 de la NBA Development League fue la sexta temporada de la NBA D-League, la liga de desarrollo de la NBA. Tomaron parte 12 equipos encuadrados en dos conferencias, Este y Oeste, disputando una fase regular de 50 partidos cada uno. Los campeones fueron los Dakota Wizards, que derrotaron en la Final a partido único a los Colorado 14ers por 129-121, tras la disputa de una prórroga.
Se incorporaron a la liga tres equipos procedentes de la CBA: los Dakota Wizards, los Idaho Stampede y los Sioux Falls, y uno más de la ABA 2000, los Long Beach Jam, que se reconvirtieron en Bakersfield Jam. Además, se crearon tres franquicias nuevas: Anaheim Arsenal, Colorado 14ers, y Los Angeles D-Fenders. En el capítulo de bajas, dejaron de existir los Fayetteville Patriots y los Florida Flame.

## Equipos participantes
| - Albuquerque Thunderbirds - Anaheim Arsenal - Arkansas RimRockers - Austin Toros - Bakersfield Jam - Colorado 14ers |  | - Dakota Wizards - Fort Worth Flyers - Idaho Stampede - Los Angeles D-Fenders - Sioux Falls Skyforce - Tulsa 66ers |

## Temporada regular
| División Este            | División Este | División Este | División Este | División Este |
| Equipo                   | G             | P             | % Vict.       | PV            |
| ------------------------ | ------------- | ------------- | ------------- | ------------- |
| Dakota Wizards           | 33            | 17            | .660          | --            |
| Sioux Falls Skyforce     | 30            | 20            | .600          | 3             |
| Fort Worth Flyers        | 29            | 21            | .580          | 4             |
| Tulsa 66ers              | 21            | 29            | .420          | 12            |
| Austin Toros             | 21            | 29            | .420          | 12            |
| Arkansas RimRockers      | 16            | 34            | .320          | 17            |
| División Oeste           |               |               |               |               |
| Equipo                   | G             | P             | % Vict.       | PV            |
| Idaho Stampede           | 33            | 17            | .660          | --            |
| Colorado 14ers           | 28            | 22            | .560          | 5             |
| Albuquerque Thunderbirds | 24            | 26            | .480          | 9             |
| Anaheim Arsenal          | 23            | 27            | .460          | 10            |
| Los Angeles D-Fenders    | 23            | 27            | .460          | 10            |
| Bakersfield Jam          | 19            | 31            | .380          | 14            |

## Playoffs
|  | Semifinales de División | Semifinales de División | Semifinales de División |             |           | Finales de División | Finales de División | Finales de División |  |    | Final de la D-League | Final de la D-League | Final de la D-League |  |
|  |                         |                         |                         |             |           |                     |                     |                     |  |    |                      |                      |                      |  |
|  |                         |                         |                         |             |           |                     |                     |                     |  |    |                      |                      |                      |  |
|  |                         |                         |                         |             |           |                     |                     |                     |  |    |                      |                      |                      |  |
|  |                         |                         |                         |             |           |                     |                     |                     |  |    |                      |                      |                      |  |
|  |                         |                         |                         |             |           |                     |                     |                     |  |    |                      |                      |                      |  |
|  |                         | E1                      | Dakota                  | 115         |           |                     |                     |                     |  |    |                      |                      |                      |  |
|  | División Este           | E1                      | Dakota                  | 115         |           |                     |                     |                     |  |    |                      |                      |                      |  |
|  |                         |                         | E2                      | Sioux Falls | 113       |                     |                     |                     |  |    |                      |                      |                      |  |
|  | E2                      | Sioux Falls             | E2                      | Sioux Falls | 113       | 128                 |                     |                     |  |    |                      |                      |                      |  |
|  | E2                      | Sioux Falls             |                         |             |           |                     |                     |                     |  |    |                      |                      |                      |  |
|  | E3                      | Fort Worth              | 105                     |             |           |                     |                     |                     |  |    |                      |                      |                      |  |
|  | E3                      | Fort Worth              | 105                     |             |           |                     |                     |                     |  | E1 | Dakota               | 129                  |                      |  |
|  |                         |                         |                         |             |           |                     |                     |                     |  | E1 | Dakota               | 129                  |                      |  |
|  |                         |                         | W2                      | Colorado    | 121 (Pr.) |                     |                     |                     |  |    |                      |                      |                      |  |
|  |                         |                         | W2                      | Colorado    | 121 (Pr.) |                     |                     |                     |  |    |                      |                      |                      |  |
|  |                         |                         |                         |             |           |                     |                     |                     |  |    |                      |                      |                      |  |
|  |                         |                         |                         |             |           |                     |                     |                     |  |    |                      |                      |                      |  |
|  |                         | W2                      | Colorado                | 94          |           |                     |                     |                     |  |    |                      |                      |                      |  |
|  | División Oeste          | W2                      | Colorado                | 94          |           |                     |                     |                     |  |    |                      |                      |                      |  |
|  |                         |                         | W1                      | Idaho       | 91 (Pr.)  |                     |                     |                     |  |    |                      |                      |                      |  |
|  | W2                      | Colorado                | W1                      | Idaho       | 91 (Pr.)  | 130                 |                     |                     |  |    |                      |                      |                      |  |
|  | W2                      | Colorado                |                         |             |           |                     |                     |                     |  |    |                      |                      |                      |  |
|  | W3                      | Albuquerque             | 100                     |             |           |                     |                     |                     |  |    |                      |                      |                      |  |
|  | W3                      | Albuquerque             | 100                     |             |           |                     |                     |                     |  |    |                      |                      |                      |  |
|  |                         |                         |                         |             |           |                     |                     |                     |  |    |                      |                      |                      |  |

## Premios de la NBDL

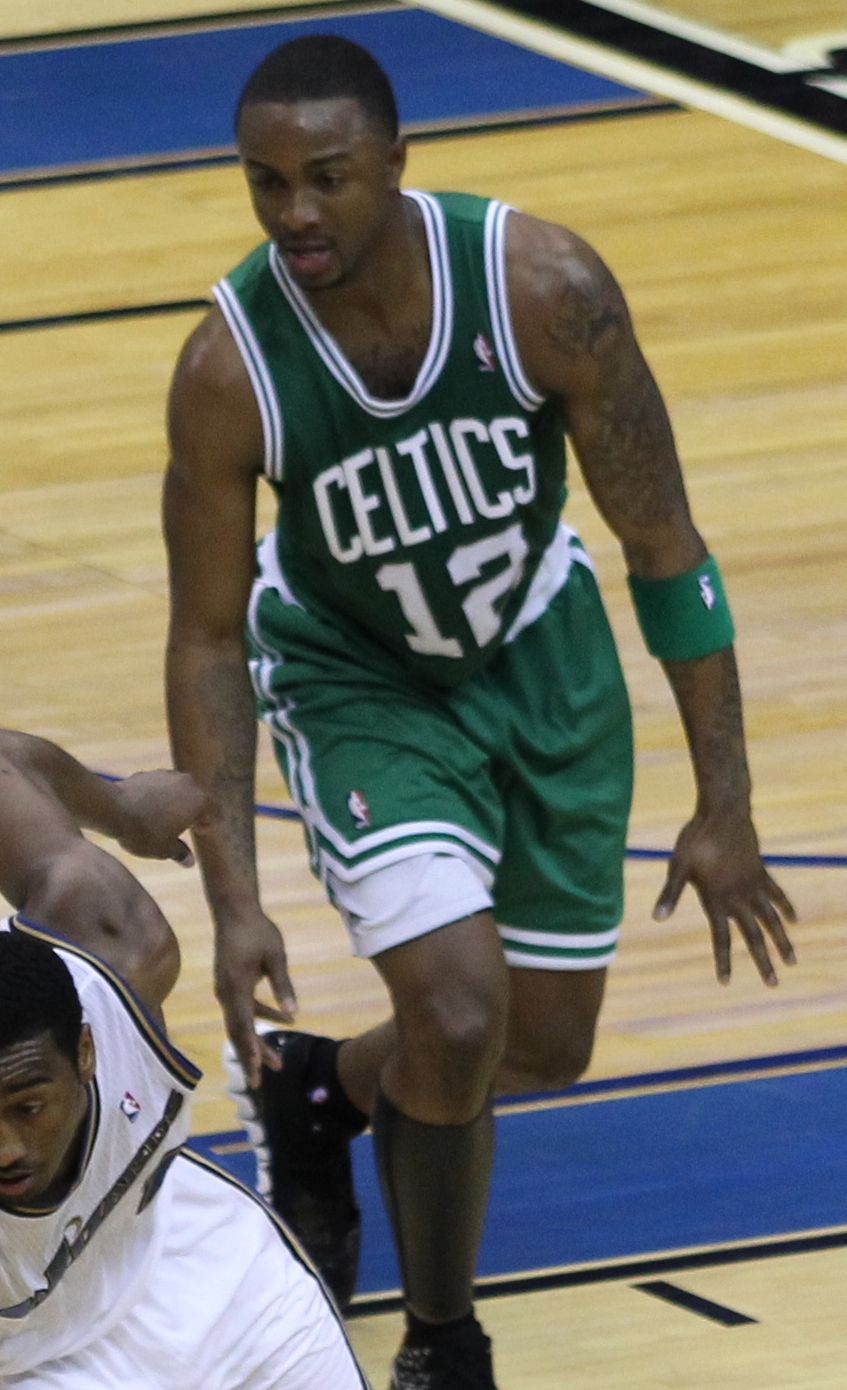
Von Wafer, integrante del quinteto ideal de la temporada.

- MVP de la temporada: Randy Livingston, Idaho Stampede
- Rookie del Año: Louis Amundson, Colorado 14ers
- Mejor Defensor: Renaldo Major, Dakota Wizards
- Mejor quinteto de la temporada
  - Louis Amundson, Colorado 14ers
  - Elton Brown, Colorado 14ers
  - Randy Livingston, Idaho Stampede
  - Renaldo Major, Dakota Wizards
  - Von Wafer, Colorado 14ers
- 2º mejor quinteto de la temporada
  - Will Conroy, Tulsa 66ers
  - B.J. Elder, Austin Toros
  - Kevinn Pinkney, Bakersfield Jam
  - Jared Reiner, Sioux Falls Skyforce
  - Jeremy Richardson, Fort Worth Flyers (empatado)
  - Jawad Williams, Anaheim Arsenal (empatado)

## Llamadas de equipos de la NBA

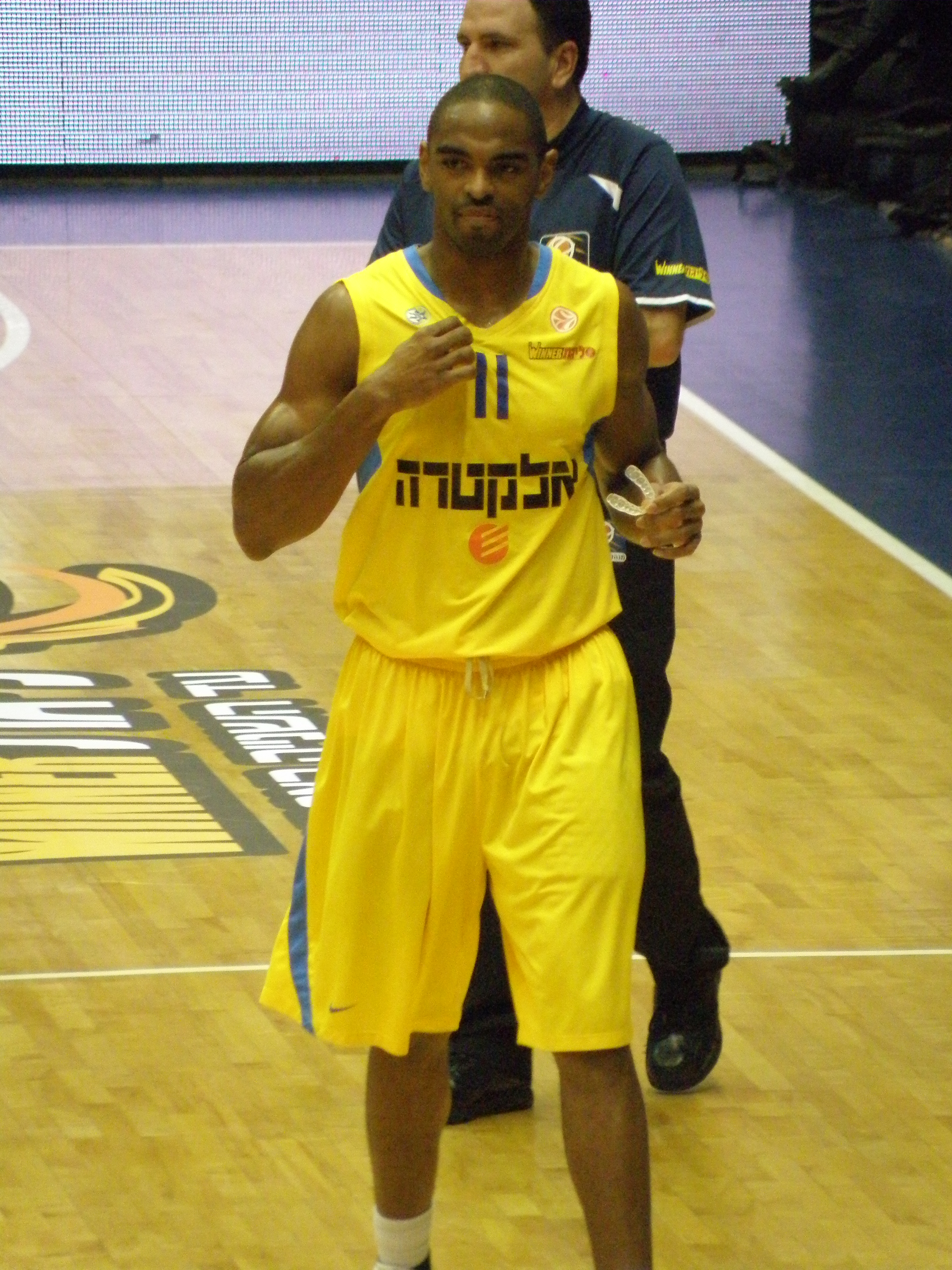
Alan Anderson.

Durante la temporada, 16 jugadores fueron requeridos por sus equipos afiliados de la NBA en 22 ocasiones para formar parte de sus plantillas:
| Jugador           | Equipo NBA D-League      | Equipo(s) NBA                                    |
| ----------------- | ------------------------ | ------------------------------------------------ |
| Kelenna Azubuike  | Fort Worth Flyers        | Golden State Warriors                            |
| Justin Williams   | Dakota Wizards           | Sacramento Kings                                 |
| Andre Brown       | Sioux Falls Skyforce     | Seattle SuperSonics                              |
| Dijon Thompson    | Albuquerque Thunderbirds | Atlanta Hawks                                    |
| Luke Jackson      | Idaho Stampede           | Los Angeles Clippers/Toronto Raptors             |
| Renaldo Major     | Dakota Wizards           | Golden State Warriors                            |
| Jeremy Richardson | Fort Worth Flyers        | Atlanta Hawks/Portland Trail Blazers             |
| Will Conroy       | Tulsa 66ers              | Memphis Grizzlies/Los Angeles Clippers (2 veces) |
| Louis Amundson    | Colorado 14ers           | Utah Jazz/Philadelphia 76ers                     |
| Jared Reiner      | Sioux Falls Skyforce     | Milwaukee Bucks                                  |
| Von Wafer         | Colorado 14ers           | Los Angeles Clippers/Denver Nuggets              |
| Mike Hall         | Tulsa 66ers              | Washington Wizards                               |
| Luke Schenscher   | Fort Worth Flyers        | Portland Trail Blazers                           |
| Alan Anderson     | Tulsa 66ers              | Charlotte Bobcats                                |
| Kevinn Pinkney    | Bakersfield Jam          | Boston Celtics                                   |
| Randy Livingston  | Idaho Stampede           | Seattle SuperSonics                              |